# Combat d'Inghalamane
Guerre du Mali
Batailles
Le Combat d'Inghalamane a lieu le 11 juillet 2018, lors de la guerre du Mali.

## Déroulement
Le 11 juillet 2018, un combat a lieu entre le GATIA et l'État islamique dans le Grand Sahara près d'Inghalamane, une localité située entre Teberemt et Ebang Imalane, dans la commune de Gossi.

## Pertes
Le GATIA affirme déplorer la mort de trois de ses combattants, ainsi que plusieurs blessés, et déclare que quatre djihadistes ont également trouvé la mort lors des combats.